# Agonostomus monticola
Agonostomus monticola és una espècie de peix de la família dels mugílids i de l'ordre dels mugiliformes.

## Morfologia
- Els mascles poden assolir 36 cm de longitud total.[1][2]

## Reproducció
És ovípar i els ous pelàgics.

## Hàbitat
És un peix de clima tropical (20 °C-31 °C) i pelàgic-nerític.

## Distribució geogràfica
Es troba des de Carolina del Nord, Florida, Louisiana i Texas (Estats Units) fins a Colòmbia i Veneçuela, incloent-hi les Índies Occidentals.

## Ús comercial
És pescat i consumit a nivell local en alguns indrets de Centreamèrica.

## Observacions
És inofensiu per als humans.